# Wayne Robson
Wayne Robson est un acteur canadien né le 29 avril 1946 à Vancouver (Canada) et mort le 4 avril 2011 à Toronto, Ontario .

## Filmographie

### Cinéma
- 1971 : John McCabe (McCabe & Mrs. Miller) de Robert Altman : Bartender
- 1977 : Flashpoint
- 1980 : Popeye : Chizzelflint
- 1981 : Improper Channels (en)
- 1982 : The Grey Fox, de Phillip Borsos : Shorty (William) Dunn
- 1983 : Boys and Girls : Henry
- 1984 : Cash-cash (Finders Keepers) : Zev Tyndale
- 1984 : Une fille à aimer (Just the Way You Are) d'Édouard Molinaro : le directeur du théâtre
- 1984 : Mrs. Soffel : Halliday
- 1985 : Esso
- 1985 : One Magic Christmas : Harry Dickens
- 1986 : Bullies : Vern
- 1987 : Les Derniers jours d'un caïd (And Then You Die)
- 1987 : Goofballs : Stick
- 1987 : Froid comme la mort (Dead of Winter) : Officer Huntley
- 1987 : Housekeeping : Principal
- 1988 : Something About Love : Myles
- 1988 : Candy Mountain : Buddy Burke
- 1989 : Justice Denied
- 1989 : Parents : Lab attendant
- 1989 : Buying Time (en) : Rolley
- 1989 : Bye Bye Blues (en) : Pete
- 1990 : Bernard et Bianca au pays des kangourous (The Rescuers Down Under) : Frank (voix)
- 1991 : Bingo : Four Eyes, Bingo's Prison Mate
- 1991 : Love & Murder : Jeff
- 1993 : April One : Wayne Brock
- 1995 : Dolores Claiborne : Sammy Marchant
- 1995 : Alarme totale (National Lampoon's Senior Trip) : Frank Hardin
- 1996 : Pour l'amour de l'art (Two If by Sea) : Beano Callahan
- 1996 : Getting Away with Murder (en) : Bartender
- 1997 : Affliction : Nick Wickham
- 1997 : Cube :  Rennes, alias "Le Roitelet", expert en évasion
- 1999 : Babar, roi des éléphants (Babar: King of the Elephants) : Marabou / Sales Manager (voix)
- 2000 : The Highwayman : Cruichshank
- 2002 : Duct Tape Forever (en) : Mike Hamar
- 2002 : Interstate 60 : Tolbert (Deep Stomach)
- 2003 : Détour mortel (Wrong Turn) : Old Man
- 2003 : La Gorge du diable (Cold Creek Manor) : Stan Holland
- 2004 : Anne: Journey to Green Gables (vidéo) : Matthew Cuthbert
- 2004 : Bienvenue à Mooseport (Welcome to Mooseport) : Morris Gutman
- 2007 : Détour mortel 2 : Old Timer

### Télévision
- 1980 : Bizarre (série télévisée) : Various Characters
- 1984 : Something's Afoot (téléfilm) : Flint
- 1985 : Love, Mary (téléfilm) : Dr. Sitton
- 1985 : Pippi Longstocking (téléfilm)
- 1986 : Mania (série télévisée) : Steve Harold (segment See No Evil)
- 1987 : Really Weird Tales (téléfilm) : Jeter ('Cursed with Charisma')
- 1988 : Chasing Rainbows (en) (série télévisée) : Sammy
- 1990 : Les Aventures de Tintin (The Adventures of Tintin) (série télévisée) : Professor Calculus (voix)
- 1991 : Lost in the Barrens II: The Curse of the Viking Grave (téléfilm) : Flapjack
- 1991 : Noël en péril (In the Nick of Time) (téléfilm) : Melvin
- 1993 : Heads (téléfilm) : Benny - Chief of Police
- 1993 : The Diviners (téléfilm) : Christie
- 1993 : Doubles Jumelles, doubles problèmes (Double, Double, Toil and Trouble) (téléfilm) : Gravedigger
- 1994 : Sodbusters (téléfilm) : Hombre
- 1995 : Choices of the Heart: The Margaret Sanger Story (téléfilm) : Ed Cady
- 1995 : When the Dark Man Calls (téléfilm) : Billy Orr
- 1995 : Derby (téléfilm) : Rooster McCoy
- 1996 : L'Histoire sans fin (Die Unendliche Geschichte) (série télévisée) : Engywook (voix)
- 1996 : The Haunting of Lisa (téléfilm) : Simon Falk
- 1996 : Captive Heart: The James Mink Story (téléfilm)
- 1996 : Mother Trucker: The Diana Kilmury Story (téléfilm) : Pete
- 1996 : Giant Mine (téléfilm) : Bill Schram
- 1997 : Marie Curie: More Than Meets the Eye (téléfilm) : Louis
- 1998 : Bob et Margaret (Bob and Margaret) (série télévisée) : Melvin (voix)
- 1998 : Fifi Brindacier (Pippi Longstocking) (série télévisée) : Bloom (voix)
- 1998 : The Dumb Bunnies (série télévisée) : Mr. Barker (voix)
- 1998 : Mrs. Murphy mène l'enquête (Murder She Purred: A Mrs. Murphy Mystery) (téléfilm) : Ben Seifert
- 1998 : Chair de poule (Goosebumps) (TV) : Jimmy O'James
- 1999 : Redwall (série télévisée) : Methuselah (voix)
- 1999 : The Girl Next Door (téléfilm) : Jack Hargrove
- 1999 : Rocky Marciano (téléfilm) : Lou Ambers
- 1999 : Vendetta (téléfilm) : Frank Peeter
- 1999 : Angela Anaconda (série télévisée) (voix)
- 2000 : Anne of Green Gables: The Animated Series (série télévisée) : Matthew Cuthbert
- 2000 : Redwall: The Movie (téléfilm) : Methuselah
- 2000 : Common Ground (en) (téléfilm) : Sailor
- 2000 : Harlan County War (téléfilm) : Tug Jones
- 2001 : L'Ultime refuge (Sanctuary) (téléfilm) : Cappy
- 2001 : I Was a Rat (série télévisée) : Eric
- 2002 : Roughing It (téléfilm) : Mr. Ballou
- 2002 : Charms for the Easy Life (téléfilm) : Doctor
- 2003 : Miss Spider's Sunny Patch Kids (téléfilm) : Mr. Mantis (voix)
- 2004 : Miss Spider (série télévisée) : Mr. Mantis
- 2005 : Cool Money (téléfilm) : Doc
- 2008 : Mariée à tout prix (Bridal Fever) (téléfilm) : Mr. Nelson